# Frans Pourbus el Viejo

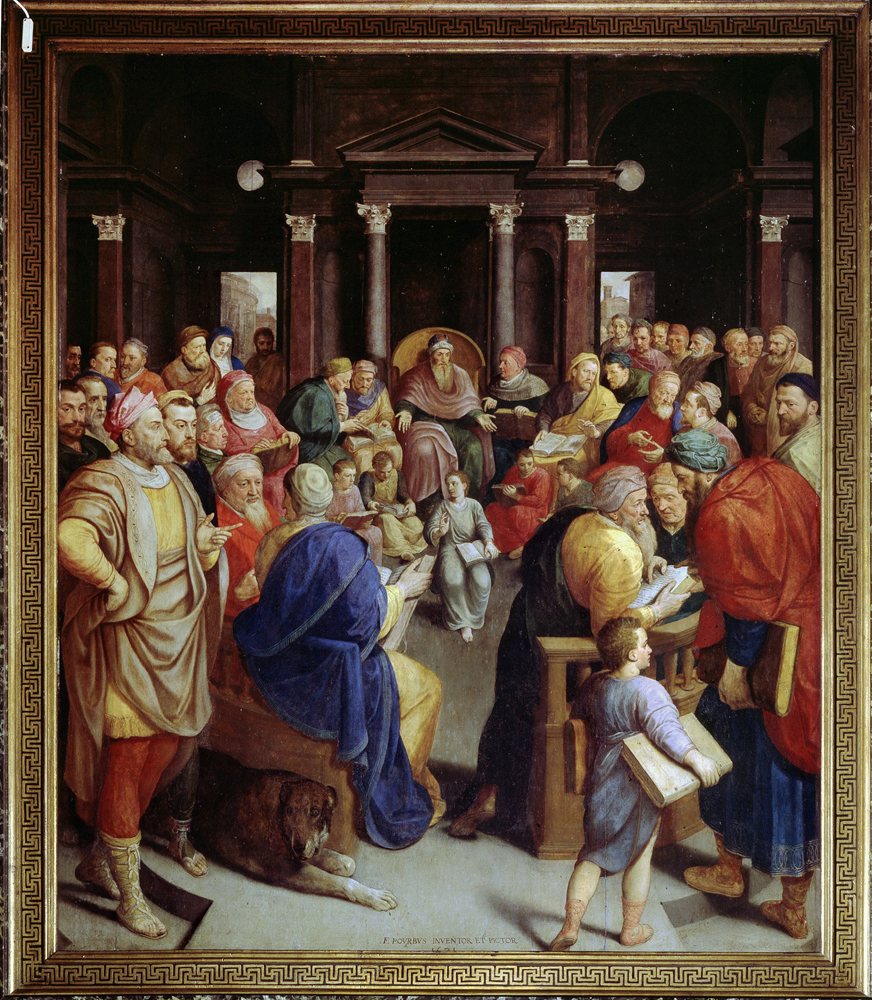
Cristo entre los doctores, 1571. Tabla central del tríptico de Vigilius van Aytta, catedral de San Bavón de Gante.

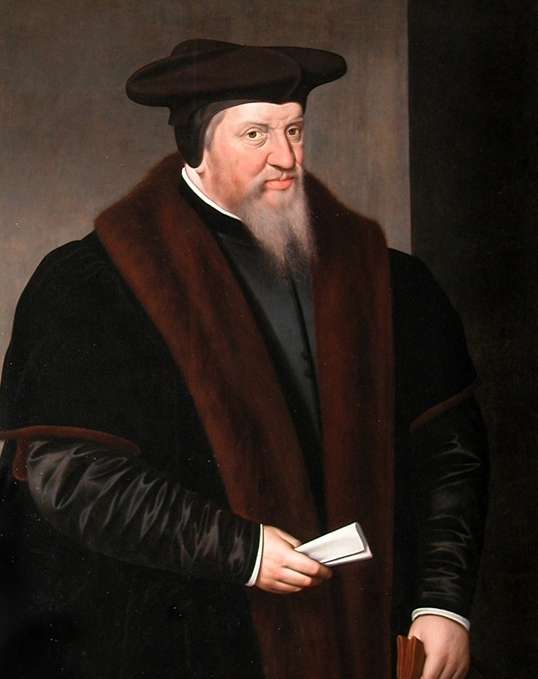
Viglius van Aytta, estadista y jurista holandés, Museo del Louvre.

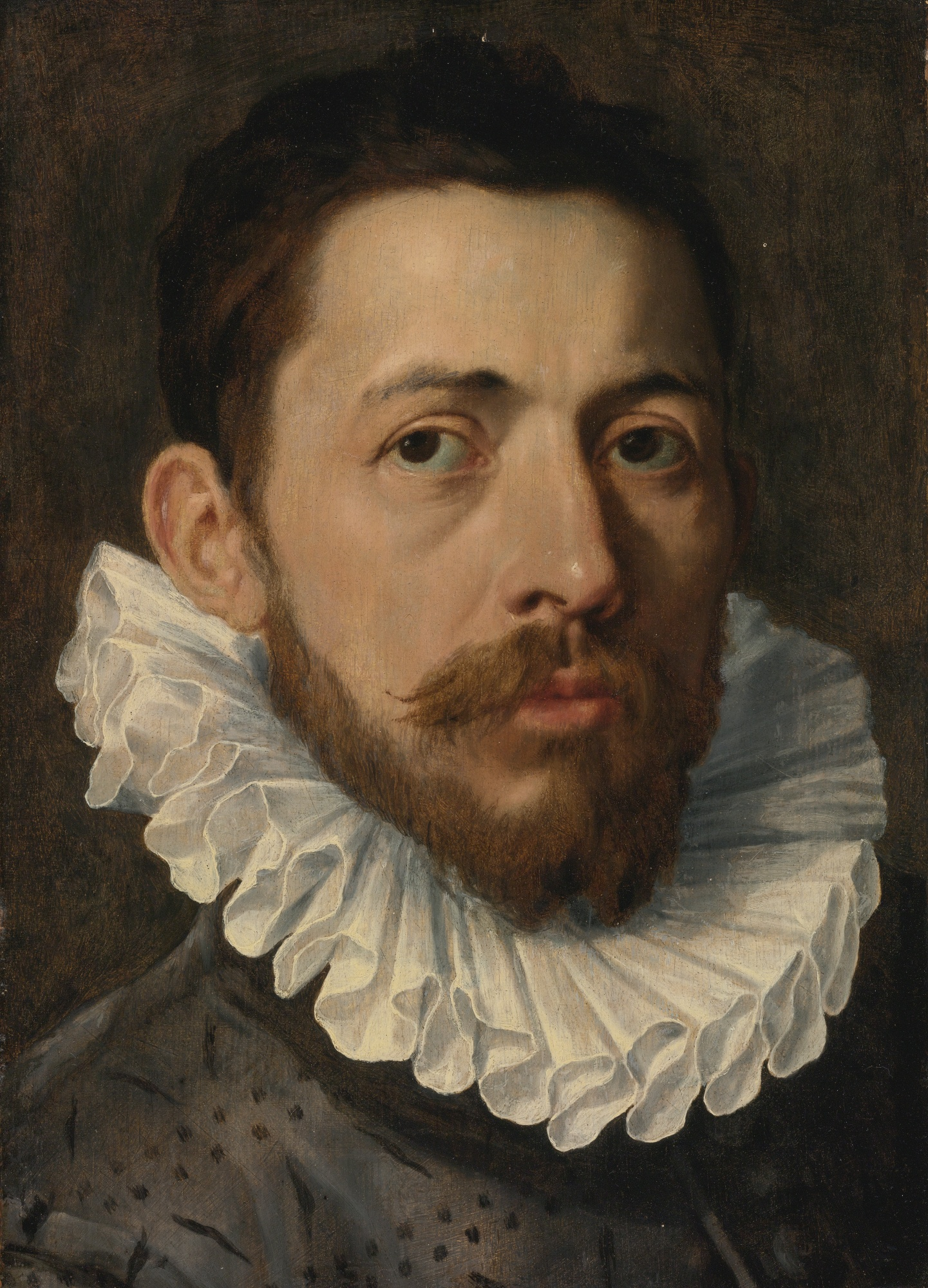
Retrato de hombre desconocido, óleo sobre tabla, 38,5 x 27,9 cm. Subastado en Soteby's de Nueva York el 29 de enero de 2015.

Frans Pourbus el Viejo (Brujas, 1545-Amberes, 19 de septiembre de 1581) fue un pintor renacentista flamenco conocido principalmente por sus pinturas de retratos y de tema religioso. Fue hijo del destacado pintor de Brujas Pieter Pourbus y padre de Frans Pourbus el Joven, quien fuera retratista de importantes personajes de la nobleza europea.

## Biografía
Frans Pourbus nació en Brujas, hijo del pintor Pieter Pourbus y de Anna Blondeel. Pieter, originario de Gouda, se trasladó con su familia a Brujas donde trabajó como retratista y pintor de escenas religiosas; Anna Blondeel era hija de Lancelot Blondeel (1498-4 de marzo de 1561), pintor, arquitecto y cartógrafo de Brujas. Frans aprendió la técnica de la pintura de su padre, que le enseñó a pintar según el estilo tradicional flamenco. Con quince años Frans ya colaboraba con su padre en el taller.   
En 1564 trabajaba en el taller de Frans Floris en Amberes. Floris era conocido principalmente como pintor de historia y por sus retratos. Muy influido por Miguel Ángel, Rafael Sanzio y otros pintores italianos, Floris se inscribe en al movimiento renacentista flamenco. Es probable que el padre de Frans Pourbus conociera personalmente a Frans Floris, el pintor italianizante más importante de Flandes, y fuese él quien enviara a su hijo a aprender en el taller de Floris. Este pintor pronto reconoció el talento de su nuevo alumno y le dejó colaborar en sus propias obras. Según el biógrafo flamenco contemporáneo, Karel van Mander, Pourbus tenía intención de viajar a Italia en 1566, como hacían tantos de sus colegas, pero abandonó sus planes después de viajar a Gante para visitar al pintor y poeta Lucas de Heere. Por entonces para Pourbus el mayor interés no era el viaje a Italia sino la sobrina de su maestro. De vuelta a Amberes, Pourbus casó con Suzanna Floris, hija de Cornelis Floris de Vriendt, prominente escultor y arquitecto. La pareja tuvo cuatro hijos de los que sobrevivieron dos. Frans Pourbus el Joven siguió el oficio paterno. 
En 1569-1570 tenía abierto taller en Amberes y, al mismo tiempo, estaba registrado como maestro en el gremio de San Lucas de Brujas (dentro de los diversos gremios, el de San Lucas agrupaba a los pintores). Entre los aprendices de Pourbus, además de su hijo Frans, estuvieron Rochtus Gabrelius da Bresson (1572), Peeter Cobbe (1575) y Gortzius Geldorp. En 1572 Pourbus contactó con Antonio Moro, el pintor de retratos más importante de los Países Bajos, que buscaba aprendices en Amberes. Esto dio a Pourbus la oportunidad de familiarizarse con la obra de Moro. Se considera que la pintura de Frans Floris en su madurez está influida por Moro.
Suzanne Floris, primera esposa de Pourbus, con quien tuvo a su hijo Frans murió en 1578. El artista se volvió a casar con Anna Mahieu, hija del pintor Jan Mahieu. Su testamento indica que eran protestantes. Esta afiliación religiosa posiblemente explica por qué después de 1577 se especializó cada vez más en el retrato, ya que los calvinistas generalmente se oponían a las pinturas religiosas. Pourbus ejercía también de abanderado de la milicia urbana. Enfermó gravemente, cuando contrajo fiebre tifoidea. Murió el 19 de septiembre de 1581. Su padre le sobrevivió y su viuda casó con el pintor Hans Jordaens el Viejo. 

## Estilo y temática
Activo principalmente en Amberes aunque vivió algún tiempo en Gante, Frans Pourbus el Viejo es conocido fundamentalmente por sus retratos, de colores más claros que los de su maestro, pero también por su dedicación a la pintura religiosa. A este género pertenece una de sus obras más celebradas, el llamado Tríptico Viglius, pintado por encargo de Viglius van Aytta para su enterramiento en la catedral de San Bavón de Gante, firmado y fechado en 1571. En la tabla central, con la Disputa de Cristo entre los doctores, situó en primer plano los retratos de Carlos I y Felipe II junto con el del donante, consejero de ambos monarcas, además de su autorretrato y de los retratos de su padre y de Frans Floris.
Frans Pourbus trabajó en menor medida la pintura de género. Los personajes retratados eran principalmente de la ascendente clase de los mercaderes. Según Karel van Mander, Pourbus fue también muy hábil pintando del natural animales y árboles y decía haber visto de él un Paraíso terrenal de sus comienzos como pintor en el que «se distinguían perfectamente los perales, los manzanos y los nogales». Recibió encargos de composiciones religiosas para iglesias y conventos de fuera de Amberes. Por ejemplo, pintó catorce tablas para la catedral de San Bavón, de Gante, que representan la Historia de San Andrés (1572), además del Tríptico de Viglius Aytta (1571). En 1574, recibió un importante encargo para redecorar el coro de la iglesia abacial de Saint Martin, en Tournai, dañado por la furia iconoclasta de 1566. Pintó 17 obras en tres series: la serie de la Pasión de Cristo, que se colocó en el coro; la serie de Cristo Crucificado con los ladrones, que se colocó en el altar mayor; y la serie de paneles en el reverso de la sillería alta del coro, que representaban historias de la vida de san Martín.
En tiempos de Pourbus abundaban los pintores de retratos en los Países Bajos de los Habsburgo. Debido a las similitudes de estilo entre las obras de Pourbus y sus contemporáneos cercanos, Moro y Adriaen Thomasz Key, se han confundido las autorías de algunas de sus obras, adjudicando atribuciones erróneamente. Posaron para Pourbus personajes de la ascendente clase media, del alto clero, de la aristocracia local y dignatarios extranjeros. Las atribuciones son dudosas en muchos casos, pero ciertas en el retrato de Viglius van Aytta, estadista y jurista holandés, y en el retrato de Abraham Grapheus. 
En sus retratos, Frans Pourbus demuestra un agudo poder de observación y perspicacia psicológica. Esto se evidencia en el Retrato de un hombre desconocido (en la Galerie Lowet de Wotrenge). Las características del hombre de este retrato están muy concretadas mediante el modelado sutil de la cara, la carne, los pómulos, la nariz y los ojos, además de la barba pulcramente recortada, todo muy detallado. El modelo se enfrenta al espectador directamente con su mirada y su ceño, ligeramente fruncido, le da un aspecto contemplativo. 

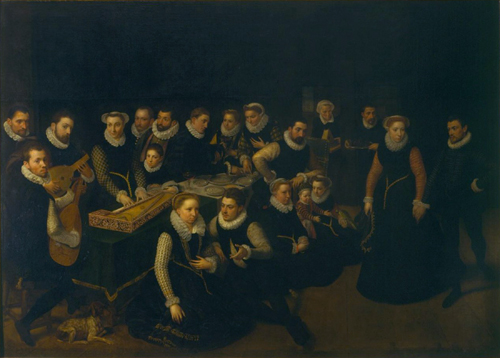
La familia Hoefnagel, óleo sobre lienzo, 157 x 215 cm, Bruselas, Museos Reales de Bellas Artes de Bélgica.

Pourbus también pintó retratos familiares, de los cuales al menos dos se han conservado. Uno representa a la familia Hoefnagel (hacia 1580, Museos Reales de Bellas Artes de Bélgica). Aparecen los miembros principales de la familia Hoefnagel, de Amberes, incluyendo al pintor Joris Hoefnagel. Se cree que la obra representa la boda de Balthasar Hoefnagel y Anna van Lieffelt. El retrato de la familia fue encargado por Balthasar Hoefnagel (antes de 1554-1608), lo que explica las iniciales 'BH' cerca en la mesa. Para esta ocasión, también se encargaron a Pourbus los retratos de Balthasar y su esposa, que aún no se habían pagado a Pourbus en el momento de su muerte, según el registro de su patrimonio. El retrato familiar de la familia Hoefnagel representa a veinte personas alrededor de una mesa. Por el momento en que se realizó la pintura, se puede deducir que Baltasar tenía tres hermanos: Joris, Melchior y Daniël y cuatro hermanas: Elizabeth, Margareta, Suzanna y Catharina. Suzanna es la niña con el loro y el niño en su regazo. Pourbus incluyó en el lado izquierdo su autorretrato portando un laúd. La elegante ropa de los miembros de la familia manifiesta su importante condición social. La escena fue pintada en un estilo suave, que muestra la influencia de Frans Floris.

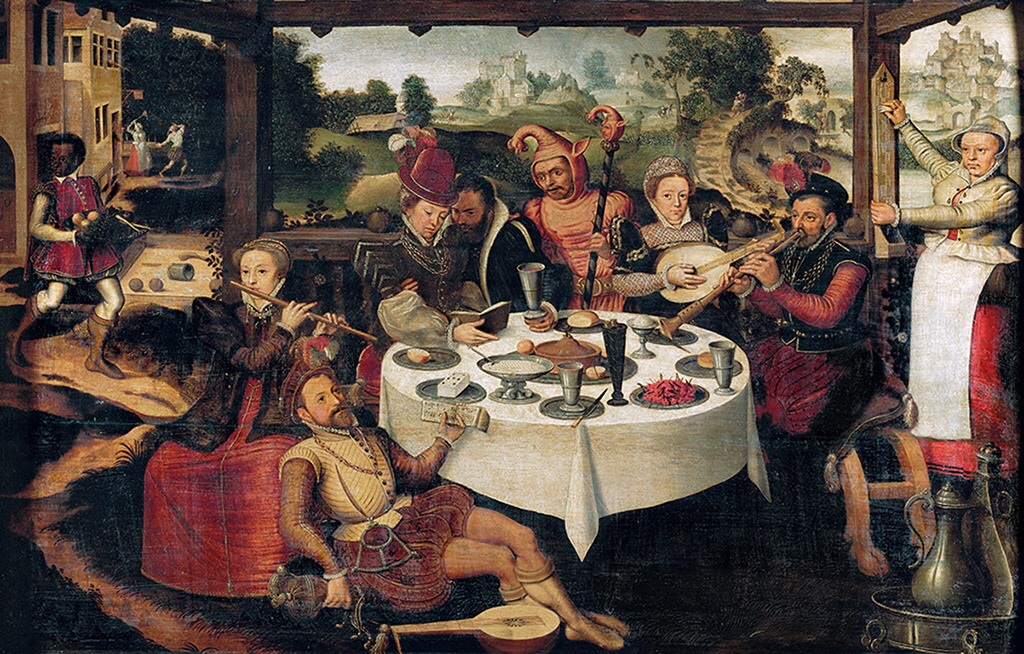
El hijo pródigo entre cortesanos, óleo sobre lienzo, Museum Mayer van den Bergh.

Algunas pinturas de género han sido atribuidas a Frans Pourbus. Estas pinturas son principalmente de temática festiva. La principal es El hijo pródigo entre cortesanas (Museum Mayer van den Bergh). Representa una buitenpartij, es decir, una escena de gente de la clase media disfrutando de una fiesta al aire libre, que se aleja de las humildes escenas campesinas que eran más a menudo el tema de la pintura de género. En la mayoría de los casos, el mensaje moralizador de las buitenpartij es advertir a los espectadores que se distancien de los placeres y excesos representados, ya que estos deben ser moralmente condenados como una frívola pérdida de tiempo y como vanidad mundana. Uno de los orígenes del tipo de "buitenpartij" es la tradición pictórica de las representaciones religiosas de un tema bíblico como el de la parábola evangélica del hijo pródigo, en el que se cuenta una historia moral a través de representaciones de fiestas mundanas. Es posible que Pourbus también intentara transmitir un mensaje religioso o moralizante en su buitenpartijen.

## Obras
- Baile en la corte de Carlos IX, hacia 1571, musée Baron Gérard, Bayeux
- Tríptico Viglius, catedral de San Bavón de Gante
- Retrato de hombre, 1574, óleo sobre tabla de roble, Wallace Collection, Londres
- Retrato de Abraham Grapheus, Museo de Bellas Artes de San Francisco
- Viglius Van Aytta (1507-1577), hacia 1550, Museo del Louvre, París
- Retrato de mujer, 1581, Museo de Bellas Artes de Boston
- Retrato de mujer joven, 1581, óleo sobre tabla, Museo de Bellas Artes de Gante
- Autorretrato, Florencia, Galería Uffizi
- El hijo pródigo entre cortesanos, Museo de Bellas Artes de Nimes
- Retrato de Íñigo López de Mendoza y Zúñiga, Frans Pourbus el Viejo - Kunsthistorisches Museum, Viena
- Retrato de Francesco IV Gonzaga
- Retrato de María de Médici, reina de Francia
- Retratos de los Archiduques Alberto de Austria e Isabel Clara Eugenia
- George (do. 1531–1585 ), 5º señor Seton y sus Familia
- San Miguel. Pourbus el Viejo. S. XVI. Santo Domingo de Guzmán[12]
- Retrato de Monsieur Leclerc por Frans Pourbus el Viejo[13]
- Retrato de caballero armado por Frans Pourbus el Viejo
- Caballero de la Orden de Calatrava [14]